# Querência
Querência är en kommun i Brasilien.   Den ligger i delstaten Mato Grosso, i den centrala delen av landet, 600 km nordväst om huvudstaden Brasília. Antalet invånare är 13 021.
I omgivningarna runt Querência växer i huvudsak städsegrön lövskog. Trakten runt Querência är nära nog obefolkad, med mindre än två invånare per kvadratkilometer.